# Jon Rytterbro
Jon Rafael Esaias Rytterbro, född 15 oktober 1982, är en svensk före detta fotbollsmålvakt från Gotland. Rytterbro har representerat Visby IF Gute (-2002), Hammarby IF (2003-2005) och, sedan 2006, uppsalalaget IK Sirius. Spelade hela säsongen 2007 bortsett från de sista matcherna då det blev klart att han inte skulle fortsätta spela för klubben. Jon har spelat för Assyriska FF.